# Miguel Ângelo Lupi
Miguel Ângelo Lupi fue un pintor portugués del romanticismo nacido en Lisboa el 8 de mayo de 1826 y fallecido en Lisboa el 26 de febrero de 1883. 
Fue profesor de pintura histórica en la Academia de Bellas Artes de Lisboa. En algunos de sus mejores retratos, como el Retrato del Duque de Ávila y Bolama (1880), en el Museo de Chiado de Lisboa, su trabajo logra apartarse de sus contemporáneos portugueses como Courbet, acercando las nuevas tendencias de su tiempo, probablemente debido a su conocimiento del francés y de la pintura naturalista. A pesar de que las líneas fundamentales de su trabajo estaban centradas en la imagen de los ricos y famosos, Lupi también pintó escenas de interior, escenas de la vida familiar y temas de carácter histórico, como El Marqués de Pombal examinando el proyecto de reconstrucción de Lisboa.

## Obra
Retratos
- 1873 – António Feliciano Castilho
- 1874 – Primeira Marquesa de Belas

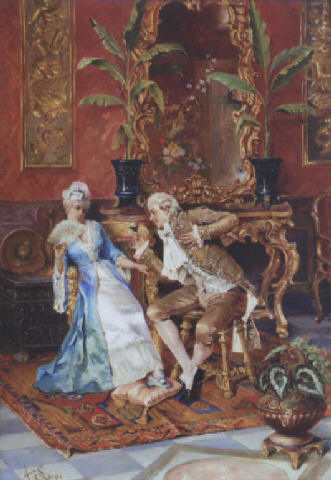
Galanteria, de Miguel Lupi (1881).

- 1878 – D. Maria das Dores Martins, mãe de Sousa Martins
- 1880 – António José de Ávila, 1.º duque de Ávila e Bolama
- D. Luís I de Portugal
- D. Fernando II de Portugal
- Wisse Dahi
- D. António Sebastião Valente, arcebispo de Goa
- José da Costa Pereira e filhos
- D. Cândida de Castilho, 2.ª viscondessa de Castilho
- D. Maria da Piedade Correia de Lacerda Lebrim, marquesa de Belas
- Francisco Joaquim Ferreira do Amaral
- José Rodrigues Penalva, 1.º visconde de Penalva de Alva
- Condessa de Gerás do Lima
- João António Gomes de Castro, 2.º conde de Castro
- Filipe de Sousa Folque
- João de Magalhães Colaço Moniz Veslasques Sarmento, 2.º visconde de Condeixa
- Raimundo António de Bulhão Pato
- Manuel Venâncio Deslandes
- Marquesa do Faial
- João Lupi
- Matoso da Camada
- Emília Adelaide
- Augusto Rosa
- Maria Joaquina da Rocha Castro, 1.ª baronesa da Folgosa
- Veiga Barreira

Composiciones históricas, de género o paisajes
- 1883 – Marquês de Pombal examinando o projecto da reconstrução de Lisboa, cuadro encomendado por la Cámara Municipal de Lisboa para la Sala de Sesiones.
- Camões meditando
- Egas Moniz perante o Rei de Castela
- Morte de Maria Teles
- O Beijo de Judas
- Serenata Napolitana
- Aguadeira de Coimbra
- A Esmola do Espírito Santo
- O Tintoretto
- A Espera
- Leitura de uma carta
- A Costureira
- Confidência
- Salvai-o!
- Forte da Guia
- Os dois escravos
- O Crepúsculo
- A Família[1]
- Lição de bordado
- Esboceto de Vasco da Gama
- Cartão de Egas Moniz